# Тостао
Тостао (порт. Tostão, нар. 25 січня 1947, Белу-Оризонті) — бразильський футболіст, що грав на позиції нападника. Виступав, зокрема, за клуб «Крузейру», а також національну збірну Бразилії. У складі збірної — чемпіон світу.

## Клубна кар'єра
Народився 25 січня 1947 року в місті Белу-Оризонті. Вихованець футбольної школи клубу «Крузейру».
У дорослому футболі дебютував 1962 року виступами за команду клубу «Америка Мінейру», в якій провів один сезон, взявши участь у 26 матчах чемпіонату.
Своєю грою за цю команду привернув увагу представників тренерського штабу клубу «Крузейру», до складу якого приєднався 1963 року. Відіграв за команду з Белу-Оризонті наступні дев'ять сезонів своєї ігрової кар'єри. Більшість часу, проведеного у складі «Крузейру», був основним гравцем атакувальної ланки команди. У складі «Крузейру» був одним з головних бомбардирів команди, маючи середню результативність на рівні 0,66 голу за гру першості.
Завершив професійну ігрову кар'єру у клубі «Васко да Гама», за команду якого виступав протягом 1972–1973 років.

## Виступи за збірну
1966 року дебютував в офіційних матчах у складі національної збірної Бразилії. Протягом кар'єри у національній команді, яка тривала 7 років, провів у формі головної команди країни 65 матчів, забивши 36 голів.
У складі збірної був учасником чемпіонату світу 1966 року в Англії і чемпіонату світу 1970 року у Мексиці, здобувши того року титул чемпіона світу.

## Титули і досягнення
- Чемпіон світу: 1970